# Praya reticulata
Praya reticulata is een hydroïdpoliep uit de familie Prayidae. De poliep komt uit het geslacht Praya. Praya reticulata werd in 1911 voor het eerst wetenschappelijk beschreven door Bigelow. 